# Ламборгини Галярдо
Ламборгини Галярдо (на италиански: Lamborghini; на испански: Gallardo, произнасяно предимно в Италия като Галардо) е суперавтомобил от италианската автомобилна компания Ламборгини. Моделът се води 'входно ниво' и стои зад големия си брат – Ламборгини Мурсиелаго. Двигателят е Ламборгини V10 и моделът е първият използващ го. Също така това е третият двигател разработен от фирмата. За 3 години за произведени 5000 коли, което го прави най-успешният автомобил на компанията. На второ място се нарежда моделът Диабло, от който са продадени 2903 автомобила.
На испански Галярдо означава смел, храбър.

## Резюме
Галярдо е конкурент на Ферари F430, но в началото е бил създаден като такъв на Ферари 360, който е предшественик на 430. Макар че двигателят на Галярдо е по малък от този на Мурсиелаго, много хора смятат че колата е направена по-добре, независимо от по-малката и максимална скорост. Предното стъкло създава по-голяма видимост за шофьора, колата е по-маневрена от Мурсиелаго и има по-добро сцепление с пътя при ниска скорост. В дъждовно време колата се представя много добре, благодарение на 4x4 системата разработена от Ламборгини. Самата система е нещо като задвижването куатро, разработено от Ауди.
Разочарование е, че вратите на колата не се отварят нагоре както при моделите Контач, Диабло и Мурсиелаго. Това прави Галярдо по-улегналата супер кола. Цената на автомобила през 2008 г. е между 186 250 и 222 800 щ.д., а на спайдър версията – 201 595 до 263 595 щ.д.

## Варианти
|                 |            |              |
| Галярдо Спайдър | Галярдо SE | Галярдо Нера |